# Pleistoceen
| Systeem Periode                           | Serie Tijdvak | Subserie | Etage Tijdsnede | Ouderdom (Ma)   |
| ----------------------------------------- | ------------- | -------- | --------------- | --------------- |
| Kwartair                                  | Holoceen      | Boven    | Meghalayen      | 0 - 0,0042      |
| Kwartair                                  | Holoceen      | Midden   | Northgrippien   | 0,0042 - 0,0082 |
| Kwartair                                  | Holoceen      | Onder    | Greenlandien    | 0,0082 - 0,0117 |
| Kwartair                                  | Pleistoceen   | Boven    | Boven           | 0,0117 - 0,126  |
| Kwartair                                  | Pleistoceen   | Midden   | Chibaien        | 0,126 - 0,781   |
| Kwartair                                  | Pleistoceen   | Onder    | Calabrien       | 0,781 - 1,80    |
| Kwartair                                  | Pleistoceen   | Onder    | Gelasien        | 1,80 - 2,58     |
| Neogeen                                   | Plioceen      | Plioceen | Piacenzian      | ouder           |
| Indeling van het Kwartair volgens de ICS. |               |          |                 |                 |

Het Pleistoceen is in de geologische tijdschaal een tijdvak van 2,58 miljoen (Ma) tot 11,7 duizend jaar (ka) geleden, én tegelijk de serie gesteentes met die ouderdom (in het verleden ook wel het "diluvium" genoemd). Het Pleistoceen is de vroegste of onderste onderverdeling van het Kwartair. Het volgt op het Plioceen en wordt gevolgd door het Holoceen. Het Pleistoceen kenmerkt zich door een afwisseling van perioden met een gematigd warm klimaat (interglacialen of tussenijstijden, zoals de huidige tijd) en perioden met een overwegend veel kouder klimaat, de zogenaamde glacialen (ook wel 'ijstijden' genoemd). Tijdens glacialen waren er ook landijskappen buiten de poolgebieden (vooral op het Noordelijk Halfrond). Door het vastleggen van enorme hoeveelheden water in de landijskappen daalde elk glaciaal de zeespiegel wereldwijd met vele tientallen meters, oplopend tot circa 200 meter tijdens de maximale ijsuitbreidingen. Door deze enorme daling werden de ondiepe randzeeën overal kleiner en kwamen eilanden in verbinding met elkaar en het vasteland. Het Pleistoceen was ook een tijd van grote veranderingen in flora en fauna (veroorzaakt door de relatief snelle afwisseling van warme en koude perioden) wat zich vooral uit in het uitsterven van veel plant- en diersoorten. Een ander effect is een snellere evolutie, vooral bij bepaalde groepen zoogdieren zoals bij de woelmuizen. Het Pleistoceen zag verder de opkomst en ontwikkeling van het geslacht Homo, de mensachtigen.

## Glacialen
Tijdens het Pleistoceen zijn er ongeveer 52 perioden, glacialen, geweest waarin de wereldtemperatuur duizenden jaren aanzienlijk lager was. In veel van deze perioden was sprake van een grote uitbreiding van gletsjers in berggebieden en op hogere breedtegraad gelegen lagere gebieden. In 7 tot 10 glacialen (het precieze aantal is onbekend) duurde de koude periode zo lang (tot tienduizenden jaren) dat accumulerend ijs op de landmassas van het Noordelijk halfrond ook buiten de poolgebieden landijskappen van honderden meters tot kilometers dikte vormde. Deze ijskappen breidden zich over grote delen van Noord-Amerika en Eurazië uit. De periode waarin het landijs zich handhaafde varieerde per glaciaal en bovendien fluctueerde de grootte van de ijskap binnen een glaciaal soms aanzienlijk. De maximale uitbreiding van het landijs was meestal vlak voor het eind van ieder glaciaal. In de laatste 1 miljoen jaar ging het aangroeien van landijskappen trager (30-90 duizend jaar) dan het wegsmelten (10-20 duizend jaar) en werden ze groter dan voorheen. De afloop van elk glaciaal wordt gekenmerkt door een zeer snelle stijging van de temperatuur, waardoor buiten de poolgebieden het landijs snel afsmelt (en wereldwijd de zeespiegel navenant snel stijgt). Het punt van sterkste opwarming en snelste zeespiegelstijging tijdens deze klimaatsovergang beschouwt men als het eind van de glaciale periode en het begin van het interglaciaal.
Het afwisselend optreden van glacialen en interglacialen wordt veroorzaakt door cyclische veranderingen in astronomische parameters (Milankovic-cycli) in de stand van de aardas en haar baan om de zon (precessie, obliquiteit en excentriciteit) die de op aarde ontvangen hoeveelheid warmte van de zon bepalen. De gevoeligheid voor het optreden van ijstijden in het Pleistoceen is het gevolg van de daartoe gunstige verdeling van oceanen en continenten over de aardbol. Er lag veel continentale landmassa tot dicht rondom de Noordpool wat de conceptie van landijskappen bevorderde. Het continent Antarctica lag geïsoleerd op de zuidpool, en kreeg al een aanzienlijke permanente ijskap in het Neogeen. Vergeleken met de permanente ijsmassa op de zuidpool is de aangroei en smelt in Pleistocene ijstijden beperkt. Zuid-Amerika en Noord-Amerika raakten op de overgang van Plioceen naar Pleistoceen bij Panama aan elkaar verbonden, waardoor de Atlantische Oceaan en Grote Oceaan buiten de poolgebieden van elkaar gescheiden raakten. Hierdoor ontstond een zodanig patroon van oceaanstromingen dat afkoeling en opwarming door beperkte schommelingen in zonneinstraling versterkt konden worden en ijstijden deed optreden.

## Onderverdeling

### Grof
Het Pleistoceen wordt onderverdeeld in de sub-series Boven (Laat), Midden en Onder (Vroeg). Het Midden-Pleistoceen begint bij de laatste omkering van het aardmagnetisch veld. Rond dezelfde grens gaan de glacialen langer duren en worden de klimaatschommelingen tussen glacialen en interglacialen sterker. Het begin van het Eemien is het begin van het Laat Pleistoceen: het Midden-Pleistoceen eindigt dus met de deglaciatie aan het eind van het Saalien uit de fijnere onderverdeling hier onder. Het Laat-Pleistoceen bestrijkt daarmee het laatste interglaciaal (het Eemien) en de laatste ijstijd, het Weichselien. Het Midden- en Vroeg-Pleistoceen beslaan ieder een groter aantal ijstijd cycli.
Kwartairstratigrafen gebruiken de omkering van het aardmagnetisch veld tussen het Brunhes en Matuyama - het moment waarop het aardmagnetisch veld van 'omgekeerd' naar 'normaal' (zoals de richting tegenwoordig is) omsloeg - als grens tussen Vroeg- en Midden-Pleistoceen, daar deze omslag wereldwijd in tal van afzettingsmilieus geologisch vast te stellen is. De magnetische omkering is gedateerd op 0,78 miljoen jaar, midden in een interglaciaal.
De ondergrens van het Onder- of Vroeg-Pleistoceen komt overeen met de ondergrens van het Kwartair bij 2,58 miljoen jaar (de basis van het Gelasien), dat wereldwijd in tal van afzettingsmilieus geologisch vast te stellen is. De basis van de tweede etage in het Pleistoceen, het Calabrien, is in diepzee-afzettingen goed hanteerbaar maar op land zeer moeilijk te herkennen. In Nederland en omliggend Europa wordt vaak de lokale, veel fijnere lokale indeling gebruikt in plaats van de internationale indeling.

### Fijn
Het Pleistoceen verschilt van alle oudere geologische perioden door een veel groter aantal mogelijkheden tot verfijning van de stratigrafische onderverdeling. Het meest gebruikt, en ook het meest voor de hand liggend, is de afwisseling van koudere en warmere perioden, de glacialen en interglacialen. De belangrijkste glacialen en interglacialen hebben een naam gekregen. Verwarrend is dat er verschillende onderverdelingen in gebruik zijn die ieder bedoeld zijn voor 'regionaal' gebruik. In Europa heeft het Alpen gebied een indeling met andere namen dan in Noord-Europa gebruikelijk is. Engeland heeft een eigen indeling. Buiten Europa zijn weer andere indelingen. Er worden dus van plaats tot plaats andere namen voor dezelfde periode gebruikt. De opgave is om er achter te komen welke perioden uit de ene regio overeenkomen met perioden uit een andere regio (dit wordt correlatie genoemd).
Voor bepaalde perioden is een zekere overeenstemming en daarvoor worden dezelfde namen in meerdere regio's gebruikt. Sommige regionale namen worden wereldwijd gebruikt in de stratigrafische kolom. Men moet erop bedacht zijn dat de indeling van het Pleistoceen (zowel op regionaal als globaal niveau) zoals die nu gebruikt wordt, geen eindstadium is. Regelmatig worden 'nieuwe' perioden ontdekt die in een bestaande onderverdeling 'tussengevoegd' worden. Regionale indelingen zijn ook zeker niet een statisch fenomeen: zij zijn in constante ontwikkeling! Het kan betekenen (maar dat is dus niet noodzakelijk) dat een bepaalde ontwikkeling in een regionaal gebruikte indeling (bijv. de ontdekking van een nieuwe warme periode) invloed heeft op alle andere regionale indelingen. Dat kan tot gevolg hebben dat eerder als 'zeker' beschouwde correlaties opeens niet meer blijken te kloppen. Aan een indeling hangt daarom altijd een datum.
De 'Nederlandse' indeling wordt in vele landen gebruikt. In deze indeling zijn ook namen uit andere landen opgenomen (bijv. Weichselien, Saalien, Holsteinien, Elsterien, Cromerien). Veel van de gebruikte benamingen zijn echter in Nederland voor het eerst ontdekt of beschreven (o.a. Eemien, Bavelien, Eburonien, Waalien, Tiglien en Pretiglien). Sommige van deze tijdvakken beslaan per definitie een enkel interglaciaal of glaciaal, andere beslaan een periode met meerdere warme en koude etages (en vormen dus superetages). De ondergrens van het Cromerien Complex werd lang als de grens tussen het Onder en Midden Pleistoceen beschouwd totdat deze laatste grens bij de Brunhes-Matuyama grens werd gelegd. Daarom ligt het 'Cromerien Complex' nu deels in het Onder en deels in het Midden Pleistoceen.
Omdat de Nederlandse indeling in veel landen gebruikt wordt, hebben veranderingen in deze indeling vaak grote gevolgen. Een bekend voorbeeld is de ontdekking in 1984 dat veel afzettingen die men in Nederland in het Waalien plaatste tot een geheel ander interglaciaal bleken te behoren, nl het jongere Bavel Interglaciaal. Dit is in andere landen niet altijd opgemerkt en dat heeft tot grote verwarring geleid.
De in de tabel genoemde ouderdommen zijn slechts een indicatie: het zijn beslist niet de precieze ouderdommen! Van een aantal etages is de ouderdom ook bij benadering niet te geven (dit wordt ten onrechte wel vaak gedaan!). In dergelijke gevallen is in de tabel geen ouderdom opgegeven.

## Fauna

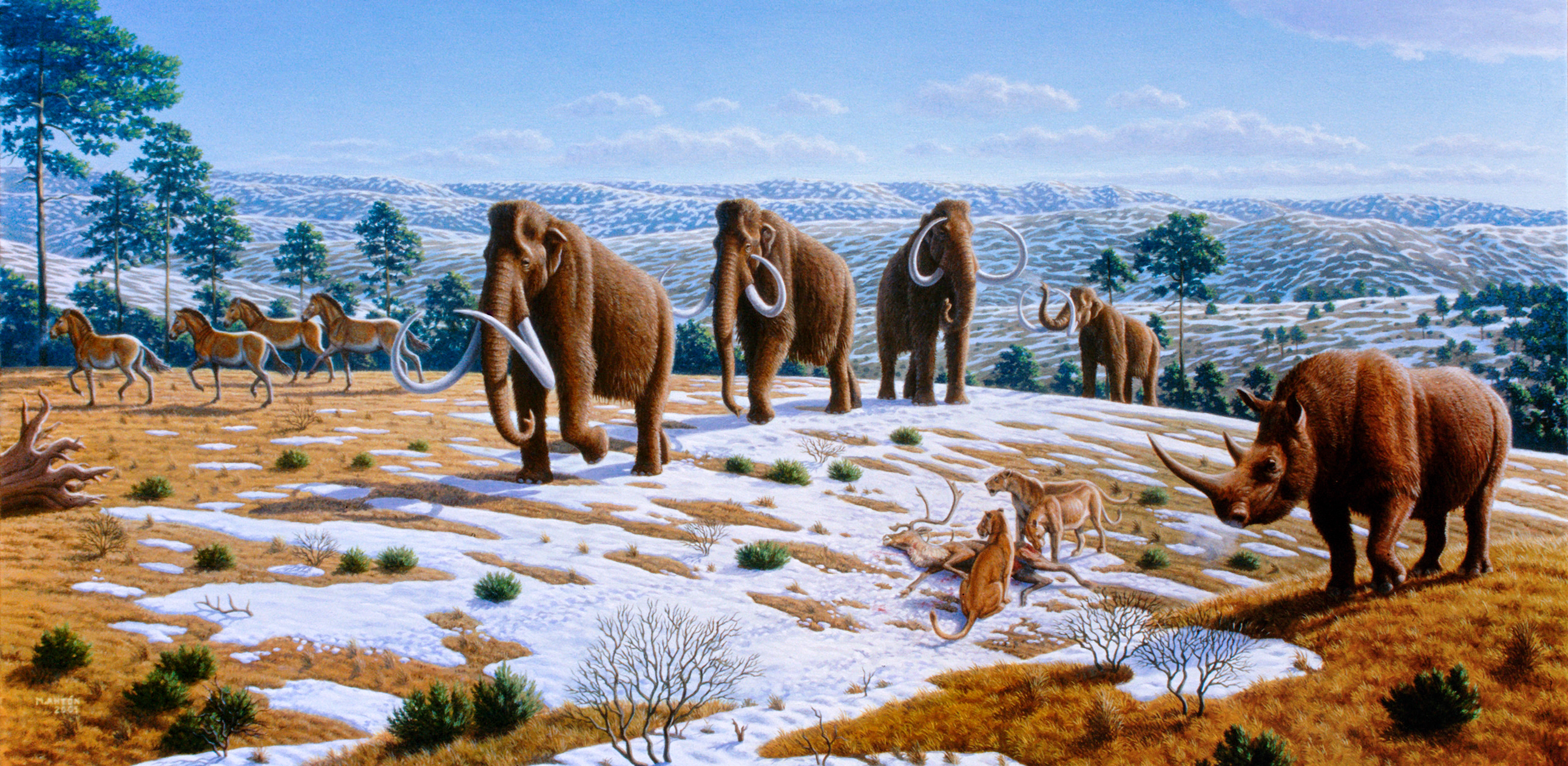
Megafauna van het late Pleistoceen

### Enkele gewervelde dieren
| - Holenbeer - Grottenhyena - Holenleeuw - Reuzenwolf - Mammoet | - Megaloceros - Smilodon (sabeltandkat) - Homotherium - Mimomys | - Wolharige neushoorn (zie ook neushoorns) - Macrauchenia - Doedicurus (zie ook Glyptodon) - Megatherium (zie ook Reuzenluiaard) |

### Mensachtigen
De eerste mensachtigen leefden al voor het begin van het Pleistoceen in Afrika. Gedurende het vroege Pleistoceen kwamen met Homo erectus de eerste mensen naar Europa. Daarvan zijn echter maar weinig sporen teruggevonden.
Ten tijde van het Midden-Pleistoceen heeft Homo heidelbergensis de Aarde bewoond. Bekende vindplaatsen van sporen van vroege mensen zijn de Balkan, Frankrijk en Spanje.
De neanderthalers leefden tot zo'n 40.000 jaar geleden in Europa. We weten iets over hen door de gevonden voorwerpen die ze maakten en de overblijfselen van hun eigen beenderen.
De eerste sporen van de vroege moderne mens in Nederland zijn gedateerd op het eind van het laatste glaciaal. Nederland werd toen bevolkt door de rondzwervende, jagende mensen van de Hamburgcultuur.
In Siberië werden in 2003 ruim boven de poolcirkel door Russische archeologen resten gevonden van menselijke jagers (bewerkte stenen, botten van gejaagde dieren en gesneden mammoetivoor) die betrouwbaar op 30.000 jaar oud lijken te kunnen worden gedateerd en die stammen uit een periode in het laatste glaciaal waarin het tijdelijk wat warmer was; mogelijk hebben deze mensen Amerika al gekoloniseerd.
Een aantal mensensoorten waarvan betrekkelijk veel bekend is (van oud naar jong):
- Homo habilis - Handige mens
- Homo erectus - Rechtopstaande mens
- Homo heidelbergensis - Heidelberg mens
- Homo neanderthalensis - Neanderthaler
- Homo sapiens (moderne mens, zie vroege moderne mens)

De mensen uit de Steentijd hebben mammoeten en mastodonten gekend. Zij maakten uitgebreid jacht op deze dieren en beeldden hen af op grotwanden. In o.a. Altamira en Lascaux zijn schilderingen gevonden die mammoeten en mammoetjagers uitbeelden. Deze voorstellingen zijn van de vroege moderne mens, die tot onze eigen soort behoort.

### Ongewervelde dieren

#### Mollusken
Bij mollusken of weekdieren verloopt evolutie traag. Er zijn dan ook binnen het Pleistoceen, althans in Europa, geen nieuw ontstane soorten aangetoond. Wel hebben veel soorten op de klimaatveranderingen door migratie gereageerd of zijn veel andere soorten die geen mogelijkheden tot migratie hadden uitgestorven. Onder de landslakken zijn strikte bosbewoners fors in het nadeel bij klimaatveranderingen. Als bossen langzamerhand verdwijnen aan het eind van een interglaciaal raken bosbewonende landslakken eerder geïsoleerd dan landslakken die een parklandschap of een grasland bewonen. Bosbewoners verdwijnen als het bos waarin zij leven verdwijnt en zijn daardoor veel gevoeliger voor uitsterven dan landslakken met minder strikte eisen. Dat is ook wat er is gebeurd: onder de tijdens het Pleistoceen uitgestorven landslakken zijn vrijwel alleen bosbewoners te vinden. Een aantal soorten stierf al vroeg tijdens het Pleistoceen uit, alleen de minder strikte bosbewoners overleefden ten slotte de regelmatig terugkerende afkoeling en de telkens daarmee gepaard gaande reductie van het bosareaal.

Bij de zoetwatermollusken vindt iets soortgelijks plaats. De meest veeleisende soorten leven in rivieren. Omdat een rivier zich tijdens een interglaciaal heel anders gedraagt dan tijdens een glaciaal heeft dat grote gevolgen voor de erin levende flora en fauna. Tijdens glacialen zijn sommige rivieren afwezig, van andere wordt de loop gewijzigd en van veel nog aanwezige rivieren zal het water gedurende zekere perioden voor korte of lange tijd bevroren zijn geweest. Dit zijn omstandigheden die veel strikte riviermollusken niet verdragen. Deze dieren zijn ook niet of nauwelijks in staat naar elders te migreren. Het gevolg is dat veel riviermollusken zijn uitgestorven. Anders dan bij bosbewoners stierven de strikte rivierbewoners de een na de ander bij verschillende interglaciaal/glaciaal overgangen uit. De laatste uitstervingen vinden plaats bij de afloop van het laatste Midden Pleistocene interglaciaal.

Voor mariene soorten is vooral het continentaal plat van belang waarop de ondiepe randzeeën liggen. Tijdens glacialen vallen grote delen daarvan door zeespiegelverlaging droog waardoor het leefgebied van zeer veel soorten sterk verkleind wordt. Omdat veel soorten een planktonisch larvaal stadium hebben, kunnen de meeste soorten migreren naar gunstiger, meestal Zuidelijker gelegen plaatsen. In bepaalde gevallen leent de geografie zich hier niet voor. De Noordzee is zo'n gebied. Gedurende een groot deel van het Pleistoceen bestond het Nauw van Calais niet en was Engeland dus geen eiland. Dat was ook het geval tijdens perioden van hoge zeespiegelstand. Bij afkoeling konden soorten die zich in de Zuidelijke Bocht van de Noordzee bevonden daardoor niet Zuidwaarts migreren. Dit is waarschijnlijk de oorzaak dat enkele mariene soorten zijn uitgestorven. Het zijn er tijdens het Pleistoceen echter verhoudingsgewijs weinig geweest. Het grootste deel stierf nl. op de grens van het Plioceen en het Pleistoceen tijdens het eerste glaciaal van het Pretiglien al uit.
Tijdens het Pleistoceen uitgestorven Noordwest Europese bosslakken zijn o.a.: Cochlostoma salomoni, Gastrocopta serotina, Aegopinella bourdieri, Aegopis acieformis, Lyrodiscus elephantium, Zonitoides sepultus, Soosia sp., Helicigona sp.
In Noordwest Europa uitgestorven riviersoorten zijn o.a..: Viviparus clairi, Viviparus glacialis, Viviparus teschi, Viviparus diluvianus, Borysthenia goldfussiana, Valvata salebrosa, Parafossarulus crassitesta, Parafossarulus priscillae, Bithynia bavelenisis, Lithoglyphus jahni, Tanousia runtoniana, Tanousia stenostoma, Tournouerina belnensis, Fagotia wuesti, Ellobium pyramidale, Planorbarius peetersi, Pisidium clessini, Sphaerium rosmalensis, Sphaerium icenicum, Sphaerium subsolidum en Sphaerium subtile.
Een aantal uitgestorven mariene mollusken: Yoldia lanceolata, Yoldia oblongoides, Acila cobboldiae, Lucinella juttingae, Cerastoderma hostiei, Acanthocardia sliggersi en Macoma praetenuis.

#### Insecten
Veel insecten fossiliseren slecht maar van bijvoorbeeld kevers worden de harde delen (rugschilden, monddelen, etc.) in fijnkorrelig sediment goed bewaard. Siltig sediment is daarvoor zeer geschikt. Insecten kunnen grote afstanden vliegend afleggen en zijn daardoor ook in staat om zeer snel op klimaatveranderingen te reageren. Bepaalde zeer korte opwarmingsfasen tijdens het Weichselien zijn alleen maar met behulp van fossiele insecten aangetoond. Gebruikelijk is om klimaatveranderingen met fossiel stuifmeel, pollen te detecteren en meestal geeft de aanwezigheid van bomen aan dat sprake is van een warme periode. Bomen hebben echter veel tijd nodig om te migreren wat betekent dat tijdens korte opwarmingsfasen in een glaciaal (waarbij de temperatuur tot op het huidige niveau kan oplopen) de migratietijd te kort is waardoor grote gebieden volledig onbebost blijven. Met behulp van insecten, vooral kevers, zijn deze kortstondige fasen wel aantoonbaar.
Bij kevers zijn weinig tijdens het Pleistoceen aangetoonde uitgestorven soorten bekend, evenmin zijn er nieuw ontstane soorten aangetoond. Dat er weinig keversoorten zijn uitgestorven is vrijwel zeker te danken aan hun vermogen snel op veranderingen te kunnen reageren en vliegend grote afstanden af te kunnen leggen. Er zijn uit Engeland tijdens kort durende Pleistocene perioden incidentele vondsten gedaan van keversoorten die tegenwoordig alleen in Centraal-Azië leven.